# Mathieu Cordang
Joannes Matheus "Mathieu" Cordang (Blerick, Venlo, Limburg, 6 de desembre de 1872 - Swalmen, Roermond, Limburg, 24 de març de 1942) fou un ciclista neerlandès que va córrer durant la darrera dècada del segle xix i que fou professional entre 1896 i 1900.
Va combinar el ciclisme en pista, on destacà en les curses de mig fons i llargues distàncies, amb la carretera, tot i que els seus principals èxits foren en pista. El 1895 es proclamà campió del món amateur de mig fons.
En carretera destaca la segona posició a la París-Roubaix de 1897 i la tercera al campionat nacional en ruta de 1894.

## Palmarès

### Palmarès en pista
- 1894
  - Rècord del món del quilòmetre
- 1895
  -  Campió del món amateur de mig fons
- 1897
  - Rècord del món de les 24 hores, amb 991,651 km
- 1898
  - 1r al Gran Premi de Roubaix
  - 1r al Gran Premi d'Amsterdam
  - 1r al Gran Premi de Berlin
- 1899
  - Rècord del món de les 24 hores, amb 1.000,110 km
  - 1r al Gran Premi de La Haya
- 1900
  - 1r al Bol d'Or

### Palmarès en carretera
- 1894
  - 1r a l'Amsterdam-Arnhem-Amsterdam
  - 1r a la Maastricht-Nimega-Maastricht
  - 1r a la Rotterdam-Utrecht-Rotterdam
- 1895
  - 1r a l'Amsterdam-Arnhem-Amsterdam
  - 1r a la Leiden-Utrecht-Leiden
  - 1r a la Maastricht-Roermond